# Seznam dílů seriálu Flash
Toto je seznam dílů seriálu Flash. Americký seriál Flash začala vysílat stanice The CW 7. října 2014. Díky vysoké sledovanosti pilotu, který byl druhým nejsledovanějším v historii The CW, byla objednána celosezónní první řada čítající celkem 23 dílů. V následujících letech seriál pokračoval v dalších řadách.

## Přehled řad
| Řada | Díly | Premiéra v USA     | Premiéra v USA    | Premiéra v ČR  | Premiéra v ČR     |
| Řada | Díly | První díl          | Poslední díl      | První díl      | Poslední díl      |
| ---- | ---- | ------------------ | ----------------- | -------------- | ----------------- |
| 1    | 23   | 7. října 2014      | 19. května 2015   | 31. srpna 2020 | 20. října 2020    |
| 2    | 23   | 6. října 2015      | 24. května 2016   | 21. října 2020 | 14. prosince 2020 |
| 3    | 23   | 4. října 2016      | 23. května 2017   | bude oznámeno  | bude oznámeno     |
| 4    | 23   | 10. října 2017     | 22. května 2018   | bude oznámeno  | bude oznámeno     |
| 5    | 22   | 9. října 2018      | 14. května 2019   | bude oznámeno  | bude oznámeno     |
| 6    | 19   | 8. října 2019      | 12. května 2020   | bude oznámeno  | bude oznámeno     |
| 7    | 18   | 2. března 2021     | 20. července 2021 | bude oznámeno  | bude oznámeno     |
| 8    | 20   | 16. listopadu 2021 | 29. června 2022   | bude oznámeno  | bude oznámeno     |
| 9    | 13   | 8. února 2023      | 24. května 2023   | bude oznámeno  | bude oznámeno     |

## Seznam dílů
První a druhá řada seriálu byla v české premiéře vysílána krátce před půlnocí. Začátek několika jednotlivých dílů byl vzhledem k předchozímu programu posunut přesně na půlnoc nebo čas velmi krátce po ní. V takovém případě je v seznamu uvedeno datum české premiéry podle televizního dne, tj. hodiny 00.00–06.00 se počítají k předchozímu kalendářnímu dni.

### První řada (2014–2015)
| Č. v seriálu | Č. v řadě | Původní název              | Český název            | Režie             | Scénář                                        | Premiéra v USA     | Premiéra v ČR  | Prod. kód | Sledovanost v USA (v mil. diváků) |
| ------------ | --------- | -------------------------- | ---------------------- | ----------------- | --------------------------------------------- | ------------------ | -------------- | --------- | --------------------------------- |
| 1            | 1         | Pilot                      | Město hrdinů           | David Nutter      | Greg Berlanti, Andrew Kreisberg a Geoff Johns | 7. října 2014      | 31. srpna 2020 | 296648    | 4,83                              |
| 2            | 2         | Fastest Man Alive          | Nejrychlejší na světě  | David Nutter      | Greg Berlanti a Andrew Kreisberg              | 14. října 2014     | 1. září 2020   | 3J5352    | 4,27                              |
| 3            | 3         | Things You Can't Outrun    | Něčemu neutečeš        | Jesse Warn        | Alison Schapker a Grainne Godfree             | 21. října 2014     | 2. září 2020   | 3J5353    | 3,59                              |
| 4            | 4         | Going Rogue                | Samotář                | Glen Winter       | Geoff Johns a Kai Yu Wu                       | 28. října 2014     | 7. září 2020   | 3J5354    | 3,53                              |
| 5            | 5         | Plastique                  | Živá bomba             | Dermott Downs     | Aaron Helbing, Todd Helbing a Brooke Eikmeier | 11. listopadu 2014 | 8. září 2020   | 3J5355    | 3,46                              |
| 6            | 6         | The Flash Is Born          | Zrodil se Flash        | Millicent Shelton | Jaime Paglia a Chris Rafferty                 | 18. listopadu 2014 | 9. září 2020   | 3J5356    | 3,73                              |
| 7            | 7         | Power Outage               | Bez energie            | Larry Shaw        | Alison Schapker a Grainne Godfree             | 25. listopadu 2014 | 14. září 2020  | 3J5357    | 3,47                              |
| 8            | 8         | Flash vs. Arrow            | Flash versus Arrow     | Glen Winter       | Greg Berlanti a Andrew Kreisberg              | 2. prosince 2014   | 15. září 2020  | 3J5358    | 4,34                              |
| 9            | 9         | The Man in the Yellow Suit | Muž ve žlutém kostýmu  | Ralph Hemecker    | Todd Helbing a Aaron Helbing                  | 9. prosince 2014   | 16. září 2020  | 3J5359    | 4,66                              |
| 10           | 10        | Revenge of the Rogues      | Pomsta lotrů           | Nick Copus        | Kai Yu Wu a Geoff Johns                       | 20. ledna 2015     | 21. září 2020  | 3J5360    | 3,87                              |
| 11           | 11        | The Sound and the Fury     | Zvuk a vztek           | John F. Showalter | Alison Schapker a Brooke Eikmeier             | 27. ledna 2015     | 22. září 2020  | 3J5361    | 4,08                              |
| 12           | 12        | Crazy for You              | Jsem do tebe blázen    | Rob Hardy         | Aaron Helbing a Todd Helbing                  | 3. února 2015      | 23. září 2020  | 3J5362    | 3,60                              |
| 13           | 13        | The Nuclear Man            | Atomový muž            | Glen Winter       | Andrew Kreisberg a Katherine Walczak          | 10. února 2015     | 28. září 2020  | 3J5363    | 3,66                              |
| 14           | 14        | Fallout                    | Rozdělení              | Steve Surjik      | Keto Shimizu a Ben Sokolowski                 | 17. února 2015     | 29. září 2020  | 3J5364    | 4,01                              |
| 15           | 15        | Out of Time                | Není čas               | Thor Freudenthal  | Todd Helbing a Aaron Helbing                  | 17. března 2015    | 30. září 2020  | 3J5365    | 3,69                              |
| 16           | 16        | Rogue Time                 | Čas lotrů              | John Behring      | Grainne Godfree                               | 24. března 2015    | 5. října 2020  | 3J5366    | 3,33                              |
| 17           | 17        | Tricksters                 | Tricksteři             | Ralph Hemecker    | Andrew Kreisberg                              | 31. března 2015    | 6. října 2020  | 3J5367    | 3,67                              |
| 18           | 18        | All Star Team Up           | Hvězdný tým            | Kevin Tancharoen  | Grainne Godfree a Kai Yu Wu                   | 14. dubna 2015     | 7. října 2020  | 3J5368    | 3,67                              |
| 19           | 19        | Who Is Harrison Wells?     | Kdo je Harrison Wells? | Wendey Stanzler   | Ray Utarnachitt a Cortney Norris              | 21. dubna 2015     | 12. října 2020 | 3J5369    | 3,75                              |
| 20           | 20        | The Trap                   | Past                   | Steve Shill       | Alison Schapker a Brooke Eikmeier             | 28. dubna 2015     | 13. října 2020 | 3J5370    | 3,93                              |
| 21           | 21        | Grodd Lives                | Grodd žije             | Dermott Downs     | Grainne Godfree a Kai Yu Wu                   | 5. května 2015     | 14. října 2020 | 3J5371    | 3,62                              |
| 22           | 22        | Rogue Air                  | Přeprava lotrů         | Doug Aarniokoski  | Aaron Helbing a Todd Helbing                  | 12. května 2015    | 19. října 2020 | 3J5372    | 3,65                              |
| 23           | 23        | Fast Enough                | Dostatečná rychlost    | Dermott Downs     | Greg Berlanti a Andrew Kreisberg              | 19. května 2015    | 20. října 2020 | 3J5373    | 3,87                              |

### Druhá řada (2015–2016)
| Č. v seriálu | Č. v řadě | Původní název                  | Český název            | Režie               | Scénář                                                                               | Premiéra v USA     | Premiéra v ČR      | Prod. kód | Sledovanost v USA (v mil. diváků) |
| ------------ | --------- | ------------------------------ | ---------------------- | ------------------- | ------------------------------------------------------------------------------------ | ------------------ | ------------------ | --------- | --------------------------------- |
| 24           | 1         | The Man Who Saved Central City | Zachránce Central City | Ralph Hemecker      | námět: Greg Berlanti a Andrew Kreisberg scénář: Andrew Kreisberg a Gabrielle Stanton | 6. října 2015      | 21. října 2020     | 3J5651    | 3,58                              |
| 25           | 2         | Flash of Two Worlds            | Flash dvou světů       | Jesse Warn          | Aaron Helbing a Todd Helbing                                                         | 13. října 2015     | 26. října 2020     | 3J5652    | 3,49                              |
| 26           | 3         | Family of Rogues               | Rodina lotrů           | John F. Showalter   | Julian Meiojas a Katherine Walczak                                                   | 20. října 2015     | 27. října 2020     | 3J5653    | 3,47                              |
| 27           | 4         | The Fury of Firestorm          | Firestormův vztek      | Stefan Pleszczynski | Kai Yu Wu a Joe Peracchio                                                            | 27. října 2015     | 28. října 2020     | 3J5654    | 3,32                              |
| 28           | 5         | The Darkness and the Light     | Světlo a temnota       | Steve Shill         | Ben Sokolowski a Grainne Godfree                                                     | 3. listopadu 2015  | 2. listopadu 2020  | 3J5655    | 3,87                              |
| 29           | 6         | Enter Zoom                     | Zoom přichází          | JJ Makaro           | Gabrielle Stanton a Brooke Eikmeier                                                  | 10. listopadu 2015 | 3. listopadu 2020  | 3J5656    | 3,63                              |
| 30           | 7         | Gorilla Warfare                | Gorilové boje          | Dermott Downs       | Aaron Helbing a Todd Helbing                                                         | 17. listopadu 2015 | 4. listopadu 2020  | 3J5657    | 3,46                              |
| 31           | 8         | Legends of Today               | Legendy současnosti    | Ralph Hemecker      | námět: Greg Berlanti a Andrew Kreisberg scénář: Aaron Helbing a Todd Helbing         | 1. prosince 2015   | 9. listopadu 2020  | 3J5658    | 3,94                              |
| 32           | 9         | Running to Stand Still         | Boj s větrnými mlýny   | Kevin Tancharoen    | Andrew Kreisberg                                                                     | 8. prosince 2015   | 10. listopadu 2020 | 3J5659    | 3,55                              |
| 33           | 10        | Potential Energy               | Zloděj energie         | Rob Hardy           | Bryan Q. Miller                                                                      | 19. ledna 2016     | 11. listopadu 2020 | 3J5660    | 3,41                              |
| 34           | 11        | The Reverse-Flash Returns      | Reverse Flash se vrací | Michael A. Allowitz | Aaron Helbing a Todd Helbing                                                         | 26. ledna 2016     | 16. listopadu 2020 | 3J5661    | 3,71                              |
| 35           | 12        | Fast Lane                      | Vysoká rychlost        | Rachel Talalay      | námět: Brooke Eikmeier scénář: Kai Yu Wu a Joe Peracchio                             | 2. února 2016      | 17. listopadu 2020 | 3J5662    | 3,66                              |
| 36           | 13        | Welcome to Earth-2             | Vítejte na Zemi Dva    | Millicent Shelton   | námět: Greg Berlanti a Andrew Kreisberg scénář: Katherine Walczak                    | 9. února 2016      | 18. listopadu 2020 | 3J5663    | 3,96                              |
| 37           | 14        | Escape from Earth-2            | Útěk ze Země Dva       | JJ Makaro           | námět: Todd Helbing a Aaron Helbing scénář: David Kob                                | 16. února 2016     | 23. listopadu 2020 | 3J5664    | 3,90                              |
| 38           | 15        | King Shark                     | King Shark             | Hanelle Culpepper   | Benjamin Raab a Deric A. Hughes                                                      | 23. února 2016     | 24. listopadu 2020 | 3J5665    | 3,80                              |
| 39           | 16        | Trajectory                     | Trajectory             | Glen Winter         | Lauren Certo a Lilah Vandenburgh                                                     | 22. března 2016    | 25. listopadu 2020 | 3J5666    | 3,00                              |
| 40           | 17        | Flash Back                     | Flashback              | Alice Troughton     | Aaron Helbing a Todd Helbing                                                         | 29. března 2016    | 30. listopadu 2020 | 3J5667    | 3,39                              |
| 41           | 18        | Versus Zoom                    | Proti Zoomovi          | Stefan Pleszczynski | Joe Peracchio a David Kob                                                            | 19. dubna 2016     | 1. prosince 2020   | 3J5668    | 3,03                              |
| 42           | 19        | Back to Normal                 | Návrat k normálu       | John F. Showalter   | Brooke Roberts a Katherine Walczak                                                   | 26. dubna 2016     | 2. prosince 2020   | 3J5669    | 3,39                              |
| 43           | 20        | Rupture                        | Bod zlomu              | Armen V. Kevorkian  | Kai Yu Wu a Lauren Certo                                                             | 3. května 2016     | 7. prosince 2020   | 3J5670    | 3,34                              |
| 44           | 21        | The Runaway Dinosaur           | Dinosaurus na útěku    | Kevin Smith         | Zack Stentz                                                                          | 10. května 2016    | 8. prosince 2020   | 3J5671    | 3,52                              |
| 45           | 22        | Invincible                     | Nepřemožitelný         | Jesse Warn          | námět: Greg Berlanti a Andrew Kreisberg scénář: Brooke Roberts a David Kob           | 17. května 2016    | 9. prosince 2020   | 3J5672    | 3,37                              |
| 46           | 23        | The Race of His Life           | Životní závod          | Antonio Negret      | Aaron Helbing a Todd Helbing                                                         | 24. května 2016    | 14. prosince 2020  | 3J5673    | 3,35                              |

### Třetí řada (2016–2017)
| Č. v seriálu | Č. v řadě | Původní název                      | Režie                | Scénář                                                                            | Premiéra v USA     | Prod. kód | Sledovanost v USA (v mil. diváků) |
| ------------ | --------- | ---------------------------------- | -------------------- | --------------------------------------------------------------------------------- | ------------------ | --------- | --------------------------------- |
| 47           | 1         | Flashpoint                         | Jesse Warn           | námět: Greg Berlanti a Andrew Kreisberg scénář: Andrew Kreisberg a Brooke Roberts | 4. října 2016      | T27.13101 | 3,17                              |
| 48           | 2         | Paradox                            | Ralph Hemecker       | Aaron Helbing a Todd Helbing                                                      | 11. října 2016     | T27.13102 | 2,80                              |
| 49           | 3         | Magenta                            | Armen V. Kevorkian   | Judalina Neira a David Kob                                                        | 18. října 2016     | T27.13103 | 2,67                              |
| 50           | 4         | The New Rogues                     | Stefan Pleszczynski  | Benjamin Raab a Deric A. Hughes                                                   | 25. října 2016     | T27.13104 | 2,80                              |
| 51           | 5         | Monster                            | C. Kim Miles         | Zack Stentz                                                                       | 1. listopadu 2016  | T27.13105 | 2,77                              |
| 52           | 6         | Shade                              | JJ Makaro            | Emily Silver a David Kob                                                          | 15. listopadu 2016 | T27.13106 | 3,01                              |
| 53           | 7         | Killer Frost                       | Kevin Smith          | námět: Judalina Neira scénář: Andrew Kreisberg a Brooke Roberts                   | 22. listopadu 2016 | T27.13107 | 2,95                              |
| 54           | 8         | Invasion!                          | Dermott Downs        | námět: Greg Berlanti a Andrew Kreisberg scénář: Aaron Helbing a Todd Helbing      | 29. listopadu 2016 | T27.13108 | 4,15                              |
| 55           | 9         | The Present                        | Rachel Talalay       | námět: Aaron Helbing a Todd Helbing scénář: Lauren Certo                          | 6. prosince 2016   | T27.13109 | 3,14                              |
| 56           | 10        | Borrowing Problems from the Future | Millicent Shelton    | Grainne Godfree a David Kob                                                       | 24. ledna 2017     | T27.13110 | 2,68                              |
| 57           | 11        | Dead or Alive                      | Harry Jierjian       | námět: Benjamin Raab a Deric A. Hughes scénář: Zack Stentz                        | 31. ledna 2017     | T27.13111 | 3,06                              |
| 58           | 12        | Untouchable                        | Rob Hardy            | Brooke Roberts a Judalina Neira                                                   | 7. února 2017      | T27.13112 | 2,91                              |
| 59           | 13        | Attack on Gorilla City             | Dermott Daniel Downs | námět: Andrew Kreisberg scénář: Aaron Helbing a David Kob                         | 21. února 2017     | T27.13113 | 2,78                              |
| 60           | 14        | Attack on Central City             | Dermott Daniel Downs | námět: Todd Helbing scénář: Benjamin Raab a Deric A. Hughes                       | 28. února 2017     | T27.13114 | 2,87                              |
| 61           | 15        | The Wrath of Savitar               | Alexandra La Roche   | Andrew Kreisberg a Andrew Wilder                                                  | 7. března 2017     | T27.13115 | 2,52                              |
| 62           | 16        | Into the Speed Force               | Gregory Smith        | Brooke Roberts a Judalina Neira                                                   | 14. března 2017    | T27.13116 | 2,39                              |
| 63           | 17        | Duet                               | Dermott Daniel Downs | námět: Greg Berlanti a Andrew Kreisberg scénář: Aaron Helbing a Todd Helbing      | 21. března 2017    | T27.13117 | 2,71                              |
| 64           | 18        | Abra Kadabra                       | Nina Lopez-Corrado   | námět: Andrew Kreisberg scénář: Brooke Roberts a David Kob                        | 28. března 2017    | T27.13118 | 2,39                              |
| 65           | 19        | The Once and Future Flash          | Tom Cavanagh         | Carina Adly MacKenzie                                                             | 25. dubna 2017     | T27.13119 | 2,67                              |
| 66           | 20        | I Know Who You Are                 | Hanelle Culpepper    | Bronwen Clark a Joshua V. Gilbert                                                 | 2. května 2017     | T27.13120 | 2,69                              |
| 67           | 21        | Cause and Effect                   | David McWhirter      | Judalina Neira a Lauren Certo                                                     | 9. května 2017     | T27.13121 | 2,71                              |
| 68           | 22        | Infantino Street                   | Michael Allowitz     | námět: Andrew Kreisberg scénář: Grainne Godfree                                   | 16. května 2017    | T27.13122 | 2,48                              |
| 69           | 23        | Finish Line                        | David McWhirter      | Aaron Helbing a Todd Helbing                                                      | 23. května 2017    | T27.13123 | 3,04                              |

### Čtvrtá řada (2017–2018)
| Č. v seriálu | Č. v řadě | Původní název                | Režie               | Scénář                                                         | Premiéra v USA     | Prod. kód | Sledovanost v USA (v mil. diváků) |
| ------------ | --------- | ---------------------------- | ------------------- | -------------------------------------------------------------- | ------------------ | --------- | --------------------------------- |
| 70           | 1         | The Flash Reborn             | Glen Winter         | námět: Andrew Kreisberg scénář: Todd Helbing a Eric Wallace    | 10. října 2017     | T27.13401 | 2,84                              |
| 71           | 2         | Mixed Signals                | Alexandra La Roche  | Jonathan Butler a Gabriel Garza                                | 17. října 2017     | T27.13402 | 2,54                              |
| 72           | 3         | Luck Be a Lady               | Armen V. Kevorkian  | Sam Chalsen a Judalina Neira                                   | 24. října 2017     | T27.13403 | 2,62                              |
| 73           | 4         | Elongated Journey Into Night | Tom Cavanagh        | Sterling Gates a Thomas Pound                                  | 31. října 2017     | T27.13404 | 1,99                              |
| 74           | 5         | Girls Night Out              | Laura Belsey        | Lauren Certo a Kristen Kim                                     | 7. listopadu 2017  | T27.13405 | 2,38                              |
| 75           | 6         | When Harry Met Harry…        | Brent Crowell       | Jonathan Butler a Gabriel Garza                                | 14. listopadu 2017 | T27.13406 | 2,46                              |
| 76           | 7         | Therefore I Am               | David McWhirter     | Eric Wallace a Thomas Pound                                    | 21. listopadu 2017 | T27.13407 | 2,20                              |
| 77           | 8         | Crisis on Earth-X (Part 3)   | Dermott Downs       | námět: Andrew Kreisberg a Marc Guggenheim scénář: Todd Helbing | 28. listopadu 2017 | T27.13408 | 2,82                              |
| 78           | 9         | Don't Run                    | Stefan Pleszczynski | Sam Chalsen a Judalina Neira                                   | 5. prosince 2017   | T27.13409 | 2,22                              |
| 79           | 10        | The Trial of The Flash       | Philip Chipera      | Lauren Certo a Kristen Kim                                     | 16. ledna 2018     | T27.13410 | 2,51                              |
| 80           | 11        | The Elongated Knight Rises   | Alexandra La Roche  | Sterling Gates a Thomas Pound                                  | 23. ledna 2018     | T27.13411 | 2,12                              |
| 81           | 12        | Honey, I Shrunk Team Flash   | Chris Peppe         | Sam Chalsen a Judalina Neira                                   | 30. ledna 2018     | T27.13412 | 2,60                              |
| 82           | 13        | True Colors                  | Tara Nicole Weyr    | Jonathan Butler a Gabriel Garza                                | 6. února 2018      | T27.13413 | 2,28                              |
| 83           | 14        | Subject 9                    | Ralph Hemecker      | Mike Alber a Gabe Snyder                                       | 27. února 2018     | T27.13414 | 2,12                              |
| 84           | 15        | Enter Flashtime              | Gregory Smith       | Todd Helbing a Sterling Gates                                  | 6. března 2018     | T27.13415 | 2,04                              |
| 85           | 16        | Run, Iris, Run               | Harry Jierjian      | Eric Wallace                                                   | 13. března 2018    | T27.13416 | 2,09                              |
| 86           | 17        | Null and Annoyed             | Kevin Smith         | Lauren Certo a Kristen Kim                                     | 10. dubna 2018     | T27.13417 | 1,82                              |
| 87           | 18        | Lose Yourself                | Hanelle Culpepper   | Jonathan Butler a Gabriel Garza                                | 17. dubna 2018     | T27.13418 | 1,88                              |
| 88           | 19        | Fury Rogue                   | Rachel Talalay      | Jeff Hersh a Joshua V. Gilbert                                 | 24. dubna 2018     | T27.13419 | 1,90                              |
| 89           | 20        | Therefore She Is             | Rob J. Greenlea     | Sterling Gates a Thomas Pound                                  | 1. května 2018     | T27.13420 | 1,70                              |
| 90           | 21        | Harry and the Harrisons      | Kevin Mock          | Judalina Neira a Lauren Certo                                  | 8. května 2018     | T27.13421 | 1,74                              |
| 91           | 22        | Think Fast                   | Viet Nguyen         | Sam Chalsen a Kristen Kim                                      | 15. května 2018    | T27.13422 | 1,93                              |
| 92           | 23        | We Are the Flash             | David McWhirter     | Todd Helbing a Eric Wallace                                    | 22. května 2018    | T27.13423 | 2,16                              |

### Pátá řada (2018–2019)
| Č. v seriálu | Č. v řadě | Původní název                   | Režie               | Scénář                                                  | Premiéra v USA     | Prod. kód | Sledovanost v USA (v mil. diváků) |
| ------------ | --------- | ------------------------------- | ------------------- | ------------------------------------------------------- | ------------------ | --------- | --------------------------------- |
| 93           | 1         | Nora                            | David McWhirter     | Todd Helbing a Sam Chalsen                              | 9. října 2018      | T27.13751 | 2,08                              |
| 94           | 2         | Blocked                         | Kim Miles           | Eric Wallace a Judalina Neira                           | 16. října 2018     | T27.13752 | 1,69                              |
| 95           | 3         | The Death of Vibe               | Andi Armaganian     | Jonathan Butler a Gabriel Garza                         | 23. října 2018     | T27.13753 | 1,87                              |
| 96           | 4         | News Flash                      | Brent Crowell       | Kelly Wheeler a Lauren Certo                            | 30. října 2018     | T27.13754 | 1,75                              |
| 97           | 5         | All Doll'd Up                   | Phil Chipera        | Thomas Pound a Sterling Gates                           | 13. listopadu 2018 | T27.13755 | 1,73                              |
| 98           | 6         | The Icicle Cometh               | Chris Peppe         | Kristen Kim a Joshua V. Gilbert                         | 20. listopadu 2018 | T27.13756 | 1,60                              |
| 99           | 7         | O Come, All Ye Faithful         | Sarah Boyd          | Jonathan Butler a Gabriel Garza                         | 27. listopadu 2018 | T27.13757 | 1,79                              |
| 100          | 8         | What's Past Is Prologue         | Tom Cavanagh        | Todd Helbing a Lauren Certo                             | 4. prosince 2018   | T27.13758 | 1,78                              |
| 101          | 9         | Elseworlds (Part 1)             | Kevin Tancharoen    | Eric Wallace a Sam Chalsen                              | 9. prosince 2018   | T27.13759 | 1,83                              |
| 102          | 10        | The Flash & the Furious         | David McWhirter     | Kelly Wheeler a Sterling Gates                          | 15. ledna 2019     | T27.13760 | 1,64                              |
| 103          | 11        | Seeing Red                      | Marcus Stokes       | Judalina Neira a Thomas Pound                           | 22. ledna 2019     | T27.13761 | 1,88                              |
| 104          | 12        | Memorabilia                     | Rebecca Johnson     | Sam Chalsen a Kristen Kim                               | 29. ledna 2019     | T27.13762 | 2,04                              |
| 105          | 13        | Goldfaced                       | Alexandra LaRoche   | Jonathan Butler a Gabriel Garza                         | 5. února 2019      | T27.13763 | 1,89                              |
| 106          | 14        | Cause and XS                    | Rachel Talalay      | Todd Helbing a Jeff Hersh                               | 12. února 2019     | T27.13764 | 1,71                              |
| 107          | 15        | King Shark vs. Gorilla Grodd    | Stefan Pleszczynski | Eric Wallace a Lauren Certo                             | 5. března 2019     | T27.13765 | 1,67                              |
| 108          | 16        | Failure Is an Orphan            | Viet Nguyen         | Zack Stentz                                             | 12. března 2019    | T27.13766 | 1,55                              |
| 109          | 17        | Time Bomb                       | Rob Greenlea        | Kristen Kim a Sterling Gates                            | 19. března 2019    | T27.13767 | 1,64                              |
| 110          | 18        | Godspeed                        | Danielle Panabaker  | Judalina Neira a Kelly Wheeler                          | 16. dubna 2019     | T27.13768 | 1,31                              |
| 111          | 19        | Snow Pack                       | Jeff Cassidy        | Jonathan Butler a Gabriel Garza                         | 23. dubna 2019     | T27.13769 | 1,63                              |
| 112          | 20        | Gone Rogue                      | Kristin Windell     | Sam Chalsen a Joshua V. Gilbert                         | 30. dubna 2019     | T27.13770 | 1,37                              |
| 113          | 21        | The Girl with the Red Lightning | Stefan Pleszczynski | Judalina Neira a Thomas Pound                           | 7. května 2019     | T27.13771 | 1,45                              |
| 114          | 22        | Legacy                          | Gregory Smith       | námět: Lauren Certo scénář: Todd Helbing a Eric Wallace | 14. května 2019    | T27.13772 | 1,53                              |

### Šestá řada (2019–2020)
| Č. v seriálu | Č. v řadě | Původní název                               | Režie               | Scénář                                                    | Premiéra v USA     | Prod. kód | Sledovanost v USA (v mil. diváků) |
| ------------ | --------- | ------------------------------------------- | ------------------- | --------------------------------------------------------- | ------------------ | --------- | --------------------------------- |
| 115          | 1         | Into the Void                               | Gregory Smith       | Eric Wallace a Kelly Wheeler                              | 8. října 2019      | T27.14001 | 1,62                              |
| 116          | 2         | A Flash of the Lightning                    | Chris Peppe         | Sam Chalsen a Jeff Hersh                                  | 15. října 2019     | T27.14002 | 1,27                              |
| 117          | 3         | Dead Man Running                            | Sarah Boyd          | Lauren Barnett a Thomas Pound                             | 22. října 2019     | T27.14003 | 1,38                              |
| 118          | 4         | There Will Be Blood                         | Marcus Stokes       | Lauren Certo a Sterling Gates                             | 29. října 2019     | T27.14004 | 1,48                              |
| 119          | 5         | Kiss Kiss Breach Breach                     | Menhaj Huda         | Kelly Wheeler a Joshua V. Gilbert                         | 5. listopadu 2019  | T27.14005 | 1,19                              |
| 120          | 6         | License to Elongate                         | Danielle Panabaker  | Thomas Pound a Jeff Hersh                                 | 19. listopadu 2019 | T27.14006 | 1,29                              |
| 121          | 7         | The Last Temptation of Barry Allen (Part 1) | Chad Lowe           | Jonathan Butler a Gabriel Garza                           | 26. listopadu 2019 | T27.14007 | 1,17                              |
| 122          | 8         | The Last Temptation of Barry Allen (Part 2) | Michael Nankin      | Kristen Kim a Joshua V. Gilbert                           | 3. prosince 2019   | T27.14008 | 1,32                              |
| 123          | 9         | Crisis on Infinite Earths (Part 3)          | David McWhirter     | námět: Eric Wallace scénář: Lauren Certo a Sterling Gates | 10. prosince 2019  | T27.14009 | 1,73                              |
| 124          | 10        | Marathon                                    | Stefan Pleszczynski | Sam Chalsen a Lauren Barnett                              | 4. února 2020      | T27.14010 | 1,27                              |
| 125          | 11        | Love Is a Battlefield                       | Sudz Sutherland     | Kelly Wheeler a Jeff Hersh                                | 11. února 2020     | T27.14011 | 1,13                              |
| 126          | 12        | A Girl Named Sue                            | Chris Peppe         | Thomas Pound a Lauren Certo                               | 18. února 2020     | T27.14012 | 1,10                              |
| 127          | 13        | Grodd Friended Me                           | Stefan Pleszczynski | Kristen Kim a Joshua V. Gilbert                           | 25. února 2020     | T27.14013 | 1,17                              |
| 128          | 14        | Death of the Speed Force                    | Brent Crowell       | Sam Chalsen a Emily Palizzi                               | 10. března 2020    | T27.14014 | 1,03                              |
| 129          | 15        | The Exorcism of Nash Wells                  | Eric Dean Seaton    | Lauren Barnett a Sterling Gates                           | 17. března 2020    | T27.14015 | 1,19                              |
| 130          | 16        | So Long and Goodnight                       | Alexandra La Roche  | Kristen Kim a Thomas Pound                                | 21. dubna 2020     | T27.14016 | 1,09                              |
| 131          | 17        | Liberation                                  | Jeff Byrd           | Jonathan Butler a Gabriel Garza                           | 28. dubna 2020     | T27.14017 | 1,18                              |
| 132          | 18        | Pay the Piper                               | Amanda Tapping      | Jess Carson                                               | 5. května 2020     | T27.14018 | 1,22                              |
| 133          | 19        | Success Is Assured                          | Phil Chipera        | Kelly Wheeler a Lauren Barnett                            | 12. května 2020    | T27.14019 | 1,08                              |

### Sedmá řada (2021)
| Č. v seriálu | Č. v řadě | Původní název                | Režie              | Scénář                                                           | Premiéra v USA    | Prod. kód | Sledovanost v USA (v mil. diváků) |
| ------------ | --------- | ---------------------------- | ------------------ | ---------------------------------------------------------------- | ----------------- | --------- | --------------------------------- |
| 134          | 1         | All's Wells That Ends Wells  | Geoff Shotz        | Sam Chalsen a Lauren Certo                                       | 2. března 2021    | T27.14151 | 1,00                              |
| 135          | 2         | The Speed of Thought         | Alexandra La Roche | Jonathan Butler a Gabriel Garza                                  | 9. března 2021    | T27.14152 | 0,99                              |
| 136          | 3         | Mother                       | David McWhirter    | Eric Wallace a Kristen Kim                                       | 16. března 2021   | T27.14153 | 0,98                              |
| 137          | 4         | Central City Strong          | Jeff Byrd          | námět: Kristen Kim scénář: Joshua V. Gilbert a Jeff Hersh        | 23. března 2021   | T27.14154 | 0,98                              |
| 138          | 5         | Fear Me                      | David McWhirter    | námět: Thomas Pound scénář: Lauren Barnett a Christina M. Walker | 30. března 2021   | T27.14155 | 0,91                              |
| 139          | 6         | The One with the Nineties    | Jeff Byrd          | Kelly Wheeler a Emily Palizzi                                    | 6. dubna 2021     | T27.14156 | 0,97                              |
| 140          | 7         | Growing Pains                | Alexandra La Roche | Sam Chalsen a Jess Carson                                        | 13. dubna 2021    | T27.14157 | 0,89                              |
| 141          | 8         | The People V. Killer Frost   | Sudz Sutherland    | Jonathan Butler a Gabriel Garza                                  | 4. května 2021    | T27.14158 | 0,74                              |
| 142          | 9         | Timeless                     | Menhaj Huda        | Kristen Kim a Joshua V. Gilbert                                  | 11. května 2021   | T27.14159 | 0,74                              |
| 143          | 10        | Family Matters (Part 1)      | Philip Chipera     | Lauren Barnett a Emily Palizzi                                   | 18. května 2021   | T27.14160 | 0,67                              |
| 144          | 11        | Family Matters (Part 2)      | Chad Lowe          | námět: Jonathan Butler a Gabriel Garza scénář: Thomas Pound      | 25. května 2021   | T27.14161 | 0,64                              |
| 145          | 12        | Good-Bye Vibrations          | Philip Chipera     | Kelly Wheeler a Jeff Hersh                                       | 8. června 2021    | T27.14162 | 0,74                              |
| 146          | 13        | Masquerade                   | Rachel Talalay     | Sam Chalsen a Christina M. Walker                                | 15. června 2021   | T27.14163 | 0,76                              |
| 147          | 14        | Rayo de Luz                  | Danielle Panabaker | námět: Jess Carson scénář: Jonathan Butler a Gabriel Garza       | 22. června 2021   | T27.14164 | 0,79                              |
| 148          | 15        | Enemy at the Gates           | Geoff Shotz        | námět: Joshua V. Gilbert scénář: Thomas Pound                    | 29. června 2021   | T27.14165 | 0,77                              |
| 149          | 16        | P.O.W.                       | Marcus Stokes      | Kristen Kim a Dan Fisk                                           | 6. července 2021  | T27.14166 | 0,77                              |
| 150          | 17        | Heart of the Matter (Part 1) | Eric Dean Seaton   | Eric Wallace a Lauren Barnett                                    | 13. července 2021 | T27.14167 | 0,75                              |
| 151          | 18        | Heart of the Matter (Part 2) | Marcus Stokes      | Eric Wallace a Kelly Wheeler                                     | 20. července 2021 | T27.14168 | 0,70                              |

### Osmá řada (2021–2022)
| Č. v seriálu | Č. v řadě | Původní název                         | Režie               | Scénář                                                    | Premiéra v USA     | Prod. kód | Sledovanost v USA (v mil. diváků) |
| ------------ | --------- | ------------------------------------- | ------------------- | --------------------------------------------------------- | ------------------ | --------- | --------------------------------- |
| 152          | 1         | Armageddon (Part 1)                   | Eric Dean Seaton    | Eric Wallace                                              | 16. listopadu 2021 | T27.14801 | 0,75                              |
| 153          | 2         | Armageddon (Part 2)                   | Menhaj Huda         | Jonathan Butler a Gabriel Garza                           | 23. listopadu 2021 | T27.14802 | 0,67                              |
| 154          | 3         | Armageddon (Part 3)                   | Chris Peppe         | Sam Chalsen                                               | 30. listopadu 2021 | T27.14803 | 0,73                              |
| 155          | 4         | Armageddon (Part 4)                   | Chad Lowe           | Lauren Barnett                                            | 7. prosince 2021   | T27.14804 | 0,73                              |
| 156          | 5         | Armageddon (Part 5)                   | Menhaj Huda         | Kristen Kim                                               | 14. prosince 2021  | T27.14805 | 0,72                              |
| 157          | 6         | Impulsive Excessive Disorder          | David McWhirter     | Thomas Pound                                              | 9. března 2022     | T27.14806 | 0,59                              |
| 158          | 7         | Lockdown                              | Stefan Pleszczynski | Christina M. Walker                                       | 16. března 2022    | T27.14807 | 0,56                              |
| 159          | 8         | The Fire Next Time                    | David McWhirter     | Joshua V. Gilbert                                         | 23. března 2022    | T27.14808 | 0,69                              |
| 160          | 9         | Phantoms                              | Stefan Pleszczynski | Jeff Hersh                                                | 30. března 2022    | T27.14809 | 0,54                              |
| 161          | 10        | Reckless                              | Kellie Cyrus        | Jess Carson                                               | 6. dubna 2022      | T27.14810 | 0,57                              |
| 162          | 11        | Resurrection                          | Greg Beeman         | Emily Palizzi                                             | 13. dubna 2022     | T27.14811 | 0,64                              |
| 163          | 12        | Death Rises                           | Phil Chipera        | námět: Alex Boyd scénář: Arielle McAlpin a Dan Fisk       | 27. dubna 2022     | T27.14812 | 0,56                              |
| 164          | 13        | Death Falls                           | Chris Peppe         | námět: Sam Chalsen scénář: Joshua V. Gilbert              | 4. května 2022     | T27.14813 | 0,53                              |
| 165          | 14        | Funeral for a Friend                  | Vanessa Parise      | námět: Jonathan Butler a Gabriel Garza scénář: Jeff Hersh | 11. května 2022    | T27.14814 | 0,48                              |
| 166          | 15        | Into the Still Force                  | Eric Wallace        | Lauren Barnett a Christina M. Walker                      | 18. května 2022    | T27.14815 | 0,55                              |
| 167          | 16        | The Curious Case of Bartholomew Allen | Caity Lotz          | Thomas Pound a Jess Carson                                | 25. května 2022    | T27.14816 | 0,54                              |
| 168          | 17        | Keep It Dark                          | Danielle Panabaker  | Kristen Kim a Emily Palizzi                               | 8. června 2022     | T27.14817 | 0,58                              |
| 169          | 18        | The Man in the Yellow Tie             | Marcus Stokes       | Sam Chalsen                                               | 15. června 2022    | T27.14818 | 0,50                              |
| 170          | 19        | Negative (Part 1)                     | Jeff Byrd           | Jonathan Butler a Gabriel Garza                           | 22. června 2022    | T27.14819 | 0,59                              |
| 171          | 20        | Negative (Part 2)                     | Marcus Stokes       | Eric Wallace                                              | 29. června 2022    | T27.14820 | 0,56                              |

### Devátá řada (2023)
| Č. v seriálu | Č. v řadě | Původní název                           | Režie               | Scénář                                                   | Premiéra v USA  |
| ------------ | --------- | --------------------------------------- | ------------------- | -------------------------------------------------------- | --------------- |
| 172          | 1         | Wednesday Ever After                    | Vanessa Parise      | námět: Eric Wallace scénář: Thomas Pound a Sarah Tarkoff | 8. února 2023   |
| 173          | 2         | Hear No Evil                            | Eric Wallace        | Jonathan Butler a Kristen Kim                            | 15. února 2023  |
| 174          | 3         | Rogues of War                           | Brenton Spencer     | námět: Sam Chalsen scénář: Jeff Hersh a Jess Carson      | 22. února 2023  |
| 175          | 4         | The Mask of the Red Death (Part 1)      | Menhaj Huda         | Joshua V. Gilbert a Emily Palizzi                        | 1. března 2023  |
| 176          | 5         | The Mask of the Red Death (Part 2)      | Rachel Talalay      | námět: Jonathan Butler scénář: Dan Fisk                  | 8. března 2023  |
| 177          | 6         | The Good, the Bad and the Lucky         | Chad Lowe           | Thomas Pound a Jess Carson                               | 15. března 2023 |
| 178          | 7         | Wildest Dreams                          | Jesse Warn          | Kristen Kim a Jeff Hersh                                 | 29. března 2023 |
| 179          | 8         | Partners in Time                        | Ed Fraiman          | Sarah Tarkoff a Joshua V. Gilbert                        | 5. dubna 2023   |
| 180          | 9         | It's My Party and I'll Die If I Want To | Danielle Panabaker  | Sam Chalsen a Emily Palizzi                              | 26. dubna 2023  |
| 181          | 10        | A New World (Part 1)                    | Eric Wallace        | Eric Wallace a Thomas Pound                              | 3. května 2023  |
| 182          | 11        | A New World (Part 2)                    | Kayla Compton       | námět: Lauren Fields scénář: Kristen Kim                 | 10. května 2023 |
| 183          | 12        | A New World (Part 3)                    | Stefan Pleszczynski | Jonathan Butler a Sarah Tarkoff                          | 17. května 2023 |
| 184          | 13        | A New World (Part 4)                    | Vanessa Parise      | Eric Wallace a Sam Chalsen                               | 24. května 2023 |